# Hebius inas
Hebius inas (малайський гірський вуж) — вид змій родини полозових (Colubridae). Мешкає в Південно-Східній Азії.

## Поширення й екологія
Малайські гірські вужі мешкають у горах Малайського півострова, у штатах Перак і Паханг, а також в індонезійській провінції Лампунг на півдні Суматри. Вони живуть у вологих гірських тропічних лісах, на берегах струмків і озер. Зустрічаються на висоті від 1000 до 1500 м над рівнем моря.